# Museikortet
Museikortet är en inträdesbiljett till över 350 museer i Finland och på Åland. Museikortet, som först togs i bruk i 2015, skapades av Finlands museiförbund. Ett personligt kort är giltigt i 12 månader, räknat från den dag som kortet användes första gången.

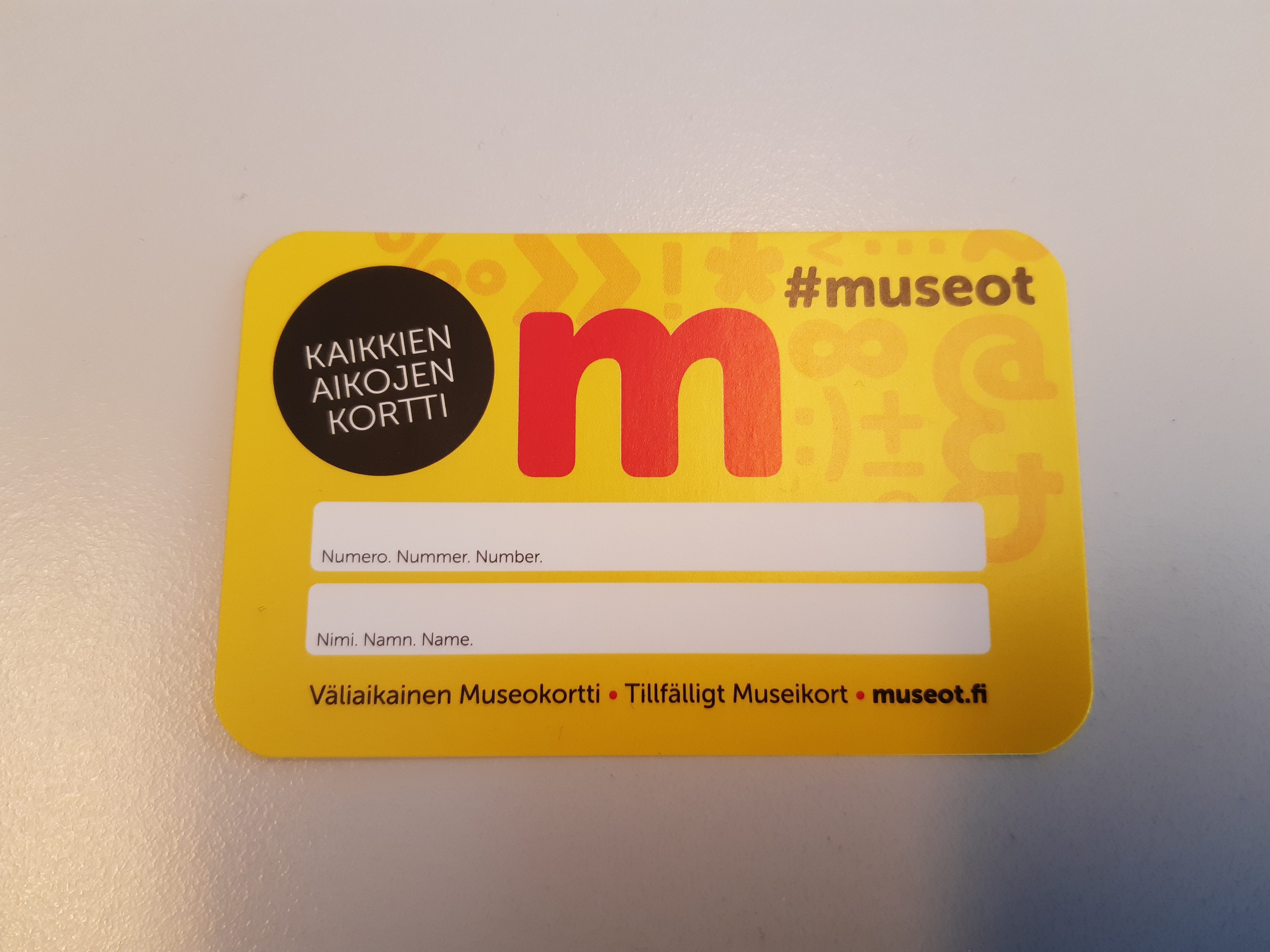
Tillfälligt museikort

Ofta anses detta kort vara ett framgångsrikt sätt att få fler besökare i museer. Det är möjligt för kortens innehavare att besöka samma museer eller utställningar flera gånger eller att bara för en kort tid göra ett besök utan att besöket blir kostsamt. Enligt Aalto-universitetet skapar kortet fler besökare. Detta har verifierats genom att besökarrekord har slagits varje år sedan kortet introducerades.
År 2023 kostar museikortet 76€. Att förlänga kortets giltighet för ett år kostar 69,50€. Intäkter från Museikortet fördelas till museerna enligt besökarantalet och en del kommer att användas att finansiera det elektroniska system som krävs för kortets funktion. 
Museernas intäkter har ökat med 71 % och besökarantalet har ökat 32 % sedan Museikortet togs i bruk. Under Museikortets första tre år betalades 12,5 miljoner euro som inträdesankomster till museer. Under de första tre åren gjorde Museikortets användare tillsammans två miljoner museibesök och sammanlagt 165 000 stycken Museikort producerades.
Museikortet handhas av FMA Creations Oy som ägs av Finlands museiförbund rf. Inga offentliga pengar används för att grunda FMA Creations Oy.

## Läs mer
- Museikortets hemsida